# Spoorlijn Schwarzenacker - Sarreguemines
De spoorlijn Schwarzenacker - Sarreguemines was een Duits - Franse spoorlijn in de deelstaat Saarland en het departement Moselle. Het Duitse gedeelte was als spoorlijn 3285 onder beheer van DB Netze, het Franse gedeelte had lijnnummer 170 000.  

## Geschiedenis
Het traject werd door de Pfälzische Ludwigsbahn-Gesellschaft in gedeeltes geopend:
- Schwarzenacker - Bierbach: 28 november 1866
- Bierbach - Sarreguemines: 1 maart 1879

Grensoverschrijdend personenvervoer werd opgeheven in 1952, gevolgd door het personenvervoer op het Franse gedeelte van de lijn in 1959. Op het Duitse deel heeft er personenvervoer plaatsgevonden tot 1991, waarna de lijn in 1997 werd gesloten en vervolgens opgebroken. Thans ligt op het tracé een fietspad.

## Aansluitingen
In de volgende plaatsen is of was er een aansluiting op de volgende spoorlijnen:
Schwarzenacker
DB 3283, spoorlijn tussen Homburg en Einöd
Bierbach
DB 3450, spoorlijn tussen Rheinsheim en Rohrbach
Gersheim-Walsheim
DB 3288, spoorlijn tussen Gersheim en Kalkwerke
Sarreguemines
RFN 159 000, spoorlijn tussen Haguenau en Hargarten-Falck
RFN 161 000, spoorlijn tussen Mommenheim en Sarreguemines
RFN 163 000, spoorlijn tussen Saarbrücken en Sarreguemines
RFN 168 000, spoorlijn tussen Berthelming en Sarreguemines

## Galerij

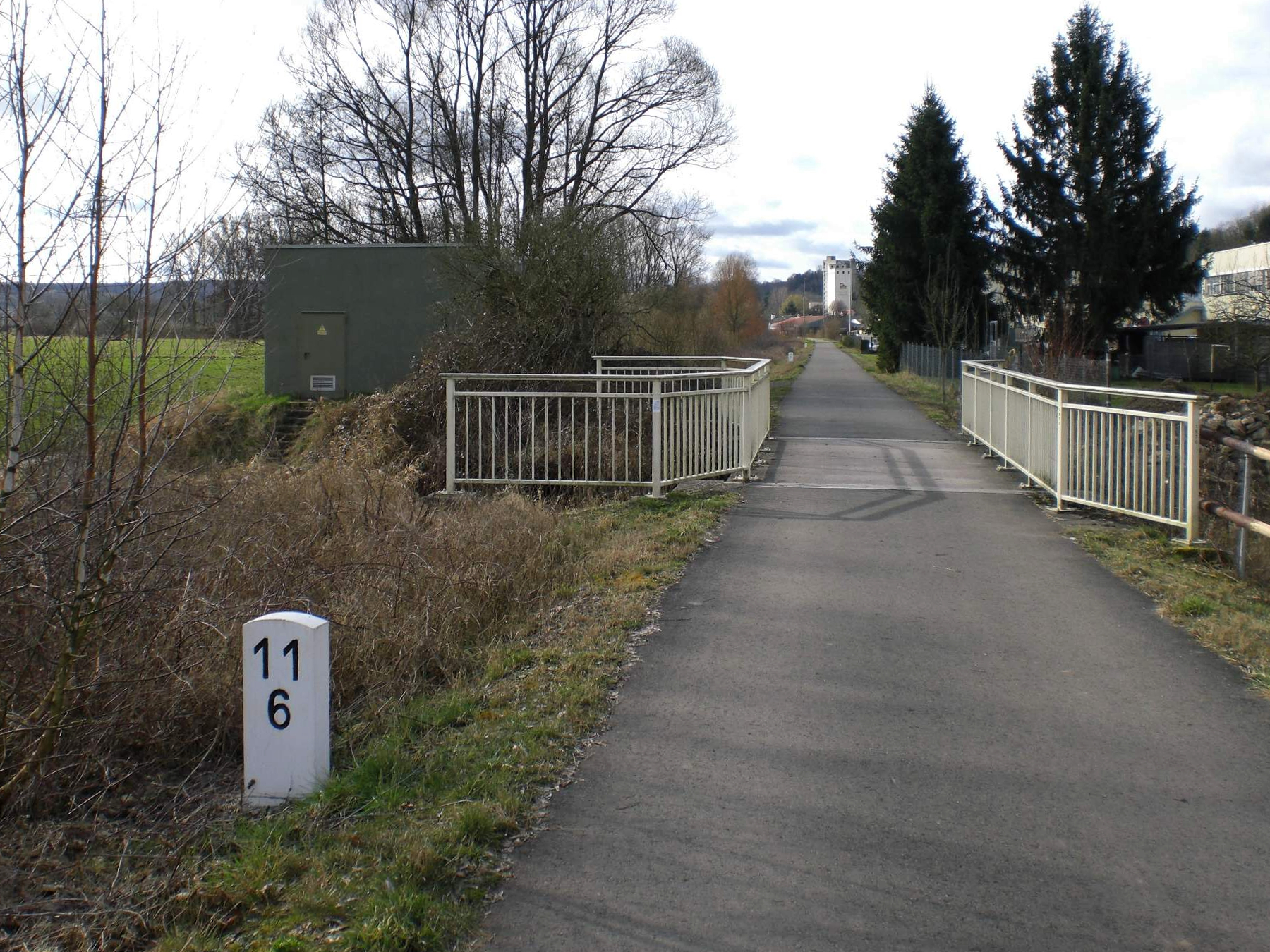
Tracé kort voor Blieskastel
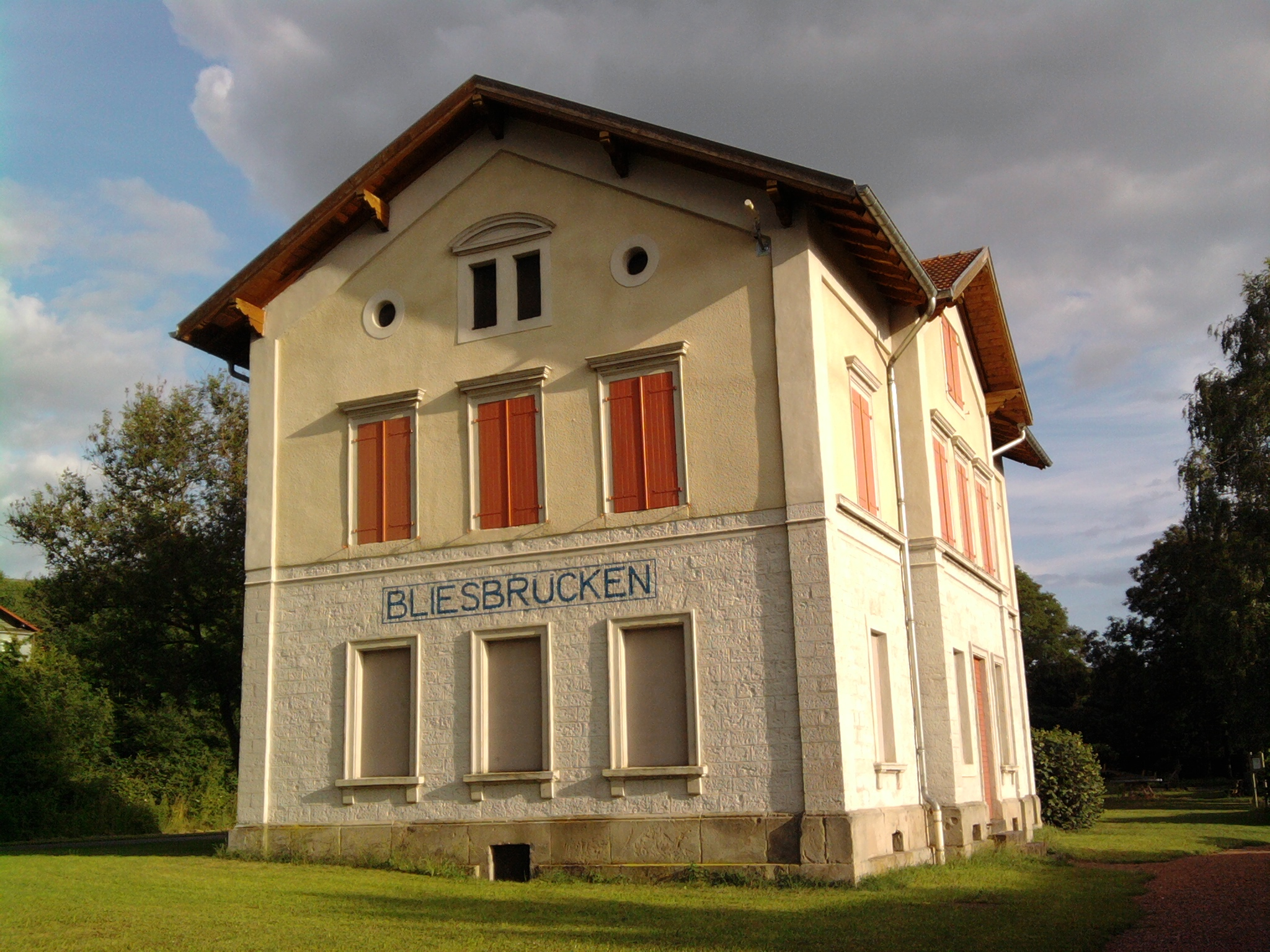
Station Bliesbruck